# Структурна геология
Структурната геология е раздел от тектониката, изучаващ елементарните форми на залягане на скалите в земната кора и техния произход. Под термина „структура“ в структурната геология се разбира пространственото разположение на скалите и нарушенията при тяхното залягане, възникнало предимно в резултат от тектонските движения. Основната задача на структурната геология е изследването на външния облик (морфология) на структурните форми, кинематичните процеси при преместването на материалите, водещи до образуването на нови структури и динамичните условия (разположение и характер на приложените сили, предизвикващи деформации) при тяхното възникване.

## Предмет на структурната геология
Основният предмет на изучаване от структурната геология са структурните форми: земни пластове, геоложки гънки, разломи, разривни нарушения при преместването им по разломите (възседи, разседи, навлаци), тела с магмен произход и др. Освен тектонските структурни форми, възникнали в резултат от ендогенните процеси, съществуват и седиментационни струстури, формирали се в процеса на отлагане на наслагите (утайките) при екзогенните процеси и гравитационни структури, образувани в резултат от проявата на гравитационните сили (например подводни свлачища). Структурната геология е възникнала и се развива в тясна връзка с практическите задачи по търсенето, откриването, разработването и добива на полезни изкопаеми.

## Историческа справка
Структурната геология се е зародила през XIX век в Канада и САЩ (Чарлз ван Хейз, Ч. Лизе, Бейли и Робърт Уилис – тектонски разломи, гънки, разцепвания); в Русия (Николай Головкински – образуване на пластовете в Източноевропейската платформа, Александър Карпински и Владимир Обручев – строеж на рудните находища в Алтай, Саяните, Урал); в Западна Европа (Алберт Гейм, Марсел Бертран, Емил Арган – гънки и навлаци в Алпите). Значителен принос в развитието на структурната геология имат и изследванията на множество други учени и геолози при изучаването на платформите, нефтоносните структури, ролята на радиалните тектонски сили, дълбочинните разломи, хоризонталните движения при образуването на гънки и разломи и др.

## Връзка на структурната геология с други геоложки науки
Структурната геология е тясно свързана и с други отрасли на геоложките знания – геоложка снимка, геоморфология, стратиграфия, литология, петрография, хидрогеология, инженерна геология, геология на полезните изкопаеми, минно дело. Данните на структурната геология са важни за разработката на теоретичните въпроси на геотектониката. Тя използва методите на историческия анализ при изясняването на закономерностите при формирането на структурите. За опознаването на генезиса на структурните форми широко се използват физическите методи при изучаването на деформацията на скалите, разглеждани в теориите за еластичността, за пластичността и за силата. Тъй като петрографските структури и текстури отразяват и тектонската деформация на скалите, изучаването на микроструктурите съставляват специален раздел на структурната геология – петротектоника (или структурна петрология).